# La Gomera

Bandiera di La Gomera

La Gomera è un'isola situata nella parte occidentale dell'arcipelago spagnolo delle Isole Canarie. La superficie è di 352 km² (sesta isola dell'arcipelago), mentre la popolazione è di circa 25 000 abitanti. La capitale dell'isola è San Sebastián de la Gomera. Amministrativamente l'isola è compresa nella provincia di Santa Cruz de Tenerife.
La Gomera, conosciuta anche con il nome di isola colombina essendo stata l'ultima terra toccata da Cristoforo Colombo nel 1492 prima della scoperta dell'America, è di origine vulcanica ma a differenza delle altre isole dell'arcipelago non presenta vulcani attivi. Gli ultimi episodi eruttivi risalgono a circa due milioni di anni fa e l'azione erosiva degli agenti atmosferici ha delineato il profilo attuale dell'isola cosparsa di numerosi crepacci e scogliere a picco sul mare. L'area naturale protetta di "Los Órganos" rappresenta un esempio di colonna basaltica, formata da un lento raffreddamento della lava di un antico cratere, erosa a picco sul mare.

## Geografia fisica

### Clima
Il clima gomero non differisce da quello delle altre isole occidentali dell'arcipelago. L'entroterra risulta essere quindi più temperato rispetto alla costa con temperature inferiori e allo stesso tempo il nord dell'isola presenta una media più alta di precipitazioni rispetto al sud. Le temperature si mantengono primaverili e stabili tutto l'anno, salendo di qualche grado nei mesi estivi.
|                   | Gen | Feb | Mar | Apr | Mag | Giu | Lug | Ago | Set | Ott | Nov | Dic |
| ----------------- | --- | --- | --- | --- | --- | --- | --- | --- | --- | --- | --- | --- |
| Max               | 21  | 21  | 22  | 23  | 24  | 25  | 27  | 29  | 28  | 26  | 24  | 22  |
| Min               | 15  | 15  | 15  | 16  | 17  | 18  | 20  | 21  | 20  | 19  | 18  | 16  |
| Ore di sole       | 6   | 6   | 7   | 8   | 9   | 9   | 9   | 9   | 8   | 7   | 6   | 5   |
| Giorni di pioggia | 6   | 4   | 3   | 2   | 2   | 1   | 0   | 0   | 2   | 5   | 6   | 7   |
| Temp. acqua       | 19  | 18  | 18  | 18  | 19  | 20  | 21  | 22  | 23  | 23  | 21  | 20  |

## Storia

### Antichità
Il ritrovamento più antico de La Gomera è databile al I secolo d.C. e proviene dal sito "El Lomito del Medio-1" (Casas Cáidas, San Sebastián de La Gomera). Nelle Isole Canarie di Lanzarote e Tenerife, la presenza di persone è documentata dalla metà del X secolo a.C. A quell'epoca, solo i Fenici disponevano di navi che soddisfacessero i requisiti tecnici per un viaggio di ritorno dalla regione del Mediterraneo. I reperti archeologici di Buenavista (Teguise / Lanzarote) indicano origini fenicie / puniche.
La fondazione di colonie nelle Isole Canarie era interessante per i Punici per diversi motivi: erano aree strategicamente importanti e ricche di risorse potenzialmente utilizzabili. Il controllo e l'utilizzo di queste favorirono la supremazia cartaginese nell'area prospiciente lo Stretto di Gibilterra. Il diario di viaggio di Annone il Navigatore del V secolo a.C. descrive la fondazione di insediamenti fenicio-punico sulla costa occidentale dell'Africa. La colonizzazione delle Isole Canarie non è menzionata, ma non viene esclusa.
Nel I secolo a.C., il Regno di Mauritania fu fondato nell'Africa nord-occidentale sotto gli auspici di Roma. Plinio il Vecchio riferisce che il re di Mauretania Giuba II, dopo l'anno 25 a.C. fece esplorare le Isole Fortunate, come i romani chiamavano le Isole Canarie. Reperti di varie isole datati alla fine del secolo indicano uno stretto legame economico tra le Isole Canarie e il Mediterraneo. L'intenso e duraturo legame con l'antico mondo mediterraneo terminò con la crisi dell'Impero Romano del III secolo.

### Gomeros
Nel periodo compreso tra il IV e il XIV secolo, gli indigeni di tutte le Isole Canarie svilupparono ciascuno una propria cultura. La cultura dei Gomeros aveva le stesse basi di quella degli antichi canari delle altre isole. In circa mille anni si svilupparono peculiarità che richiedono una considerazione separata delle culture delle diverse isole.
All'inizio del XV secolo l'isola fu divisa in quattro domini. Nonostante questa divisione, i Gomeros si riunivano regolarmente per discussioni e riunioni, durante le quali venivano celebrate anche feste. Sembra che questi incontri avvenissero tra due tribù in cui era divisa la popolazione dell'isola, ovvero la tribù Hipalán e la tribù Mulagua.

### La conquista spagnola
Nel 1402, i nobili francesi Jean de Béthencourt e Gadifer de La Salle iniziarono a stabilire stazioni commerciali e insediamenti europei nelle Isole Canarie. Quando scoprirono che le proprie risorse erano insufficienti, Jean the Béthencourt si sottomise al re Enrico III di Castiglia, nel cui nome doveva subordinare la popolazione delle isole al dominio della Corona di Castiglia. I francesi visitarono Gomera due volte, ogni volta sotto il comando di Gadifer de La Salles. La prima volta volevano rifornire le loro riserve d'acqua. La Cronaca Le Canarien, in cui due ecclesiastici francesi registrarono gli eventi della spedizione francese, riporta che non appena i francesi misero piede sull'isola, furono attaccati dagli indigeni e dovettero ritirarsi. La seconda volta l'isola è descritta come abitata da molte persone che usavano una delle lingue più strane. Questa è certamente un'allusione al sistema di comunicazione Silbo che i Gomeros hanno mantenuto fino a oggi. I francesi non fecero alcun tentativo di occupare o conquistare La Gomera.
Nel dicembre 1405, Jean den Béthencourt lasciò le Isole Canarie e tornò in Francia. Lasciò l'amministrazione delle isole conquistate al suo parente Maciot de Béthencourt. Il 15 novembre 1418, Maciot de Béthencourt trasferì irrevocabilmente il diritto di conquistare e governare le Isole Canarie in nome di Jean de Béthencours a Enrique de Guzmán, conte di Niebla. Nel 1420, il re Giovanni II concesse a Alfonso de las Casas tutti i diritti sulle isole non ancora conquistate. Oltre a Gran Canaria, La Palma e Tenerife, questo includeva anche La Gomera.

## Monumenti e luoghi d'interesse

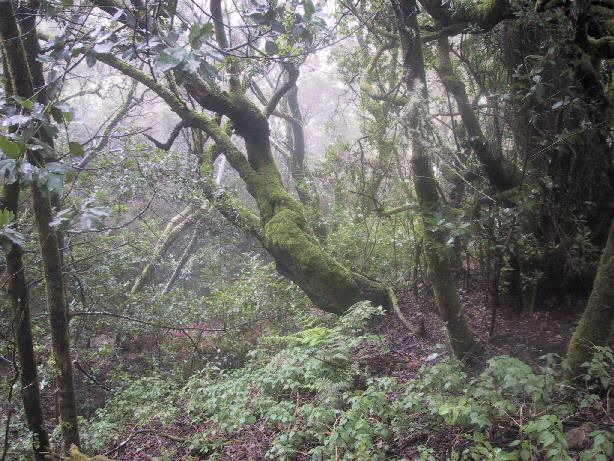
Foresta di Laurosilva de La Gomera

### Aree naturali
La Gomera ha diverse zone di vegetazione. A causa delle differenze di altitudine, esistono diversi tipi di microclimi. Nel nord dell'isola ci sono foreste di laurosilva e felci sempreverdi da un'altezza di 500 metri. Al di sopra di un'altezza di 1000 metri, sfociano nella Formazione Fayal-Brezal, una foresta mista di erica composta da erica burrasca (faya) ed erica arborea (brezo). Nel sud dell'isola, povero di piogge, dominano il ginepro fenicio, piante a foglia spessa del genere Aeonium e la palma canaria, oltre a vari arbusti aridi. Vicino alla costa ci sono principalmente piante che dipendono dalla brezza salmastra del mare, per esempio lavanda marina, varie piante di asclepiade, agavi e fichi d'India. Nel mezzo di La Gomera si trova il Parco nazionale di Garajonay, che copre circa il 10 per cento dell'area dell'isola. Il suo ecosistema è protetto dall'UNESCO come sito del patrimonio naturale mondiale dal 1986. Le foreste del parco sono foreste di alloro (Laurisilva), che esistono ancora qui a causa della mancanza dell'era glaciale. Il cuore del parco nazionale è costituito da una foresta pluviale sempreverde e subtropicale con felci alte fino a due metri, lunghi licheni a barba che pendono dagli alberi, rami ricoperti di muschio e ruscelli con poche cascate. All'interno del parco si trova inoltre la principale cima dell'isola, il Garajonay, alto 1.487m.
Incendi boschivi
- Nel 1984 ci sono stati incendi boschivi su larga scala, la maggior parte dei quali ha interessato la sola popolazione di pini delle Isole Canarie, ma la rapida diffusione ha provocato oltre 20 morti.
- Nell'agosto 2012 un altro grave incendio, aiutato da un inverno e una primavera molto secchi, ha colpito l'isola e ha distrutto circa 40 km². Sono state colpite anche parti significative del parco nazionale e della foresta di alloro.

## Società

### Lingue e dialetti
Nell'isola è presente un particolare linguaggio chiamato silbo gomero, costituito interamente da fischi, che veniva utilizzato in passato dai pastori per comunicare a grandi distanze, nell'ordine di alcuni chilometri. Dal 2009, esso è diventato parte dei patrimoni orali e immateriali dell'umanità protetti dall'UNESCO.

### Simboli
I simboli naturali di La Gomera sono: Columba junoniae (paloma rabiche) e Persea indica (viñátigo).

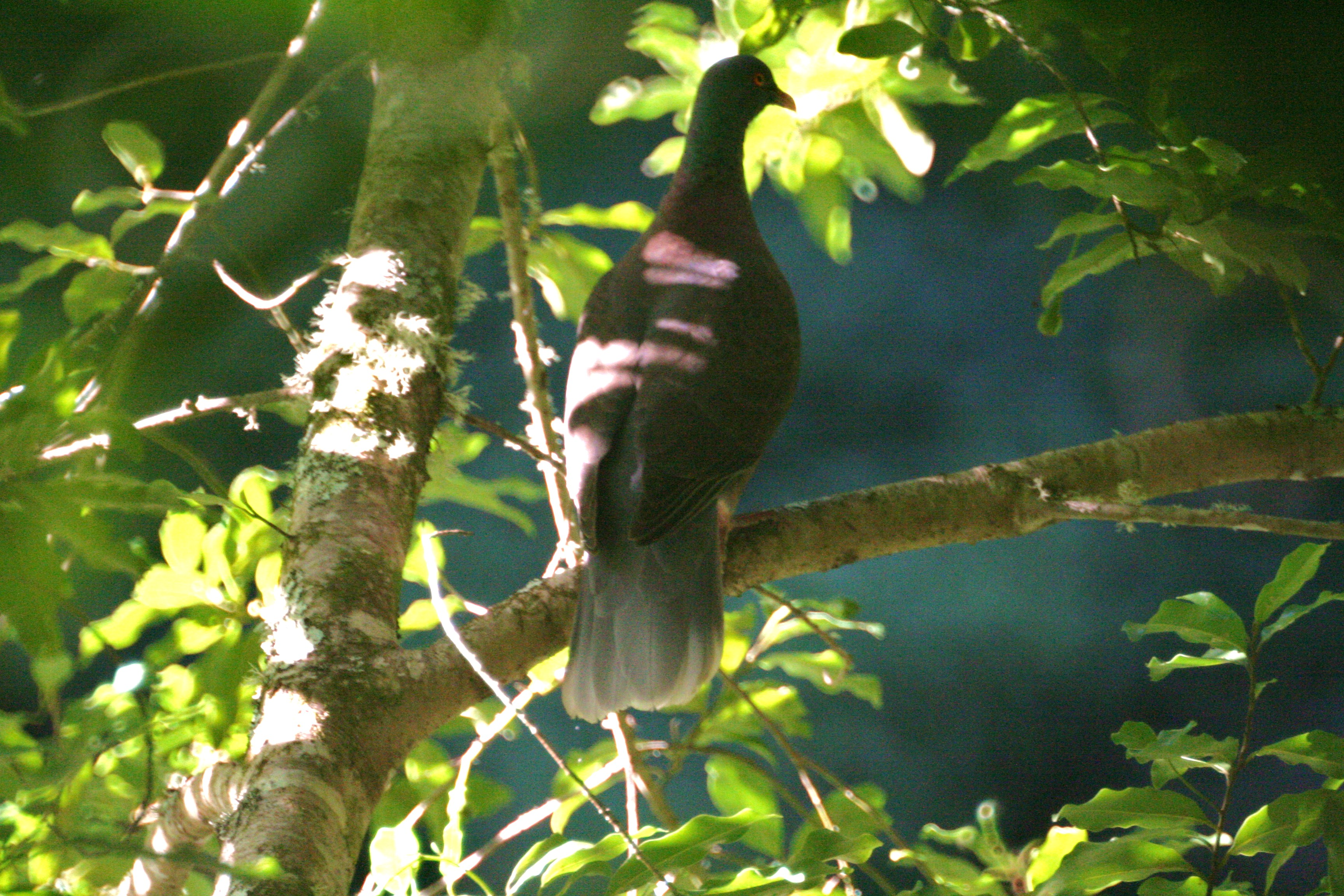
Columba junoniae
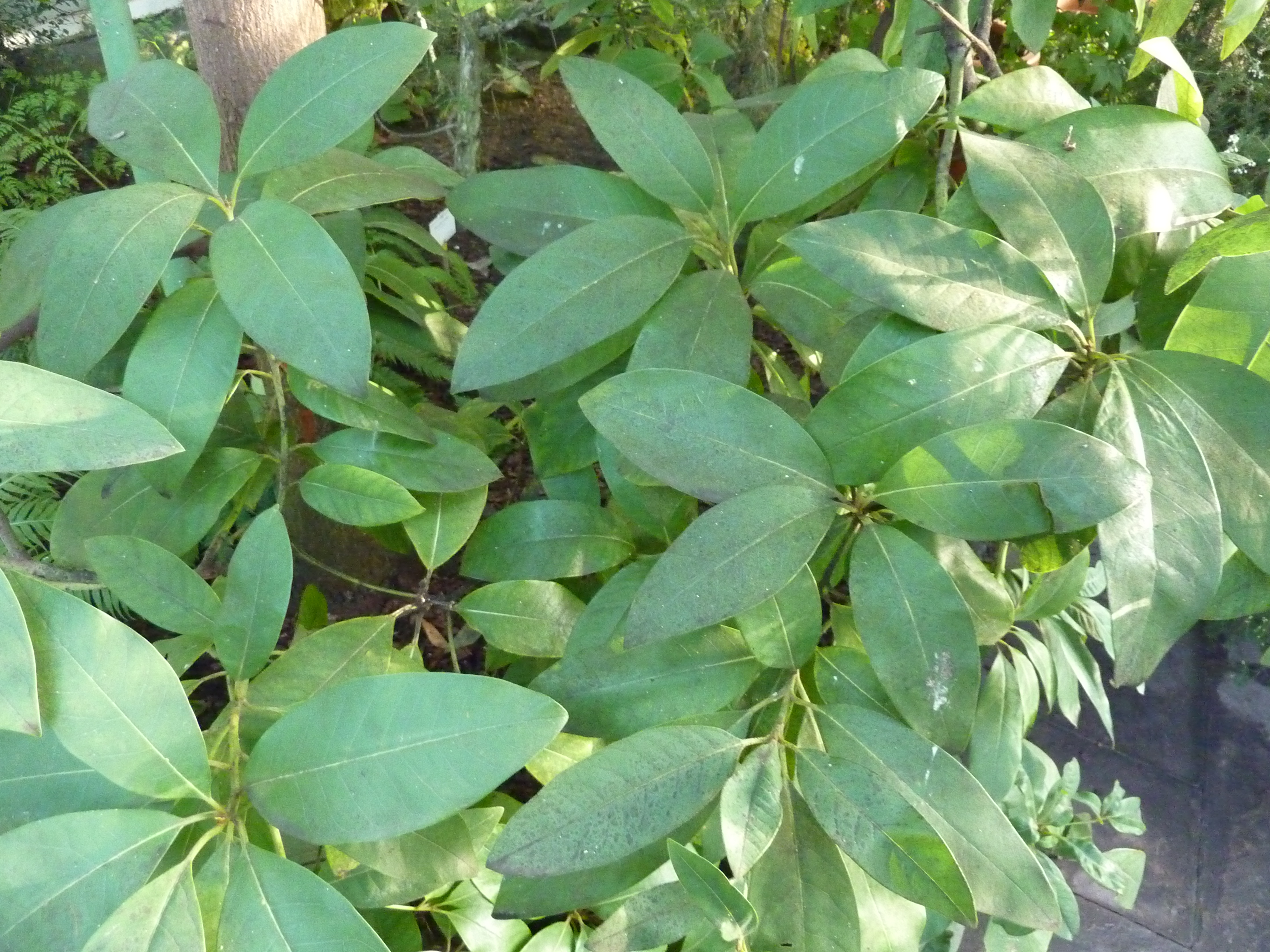
Persea indica

## Cultura

### Eventi
Ogni cinque anni si celebra la Bajada (discesa) della Vergine di Guadalupe (patrona dell'isola di La Gomera) dal suo santuario in Puntallana alla capitale, San Sebastián de La Gomera. La statua viene trasportata in barca fino alla spiaggia di San Sebastián dove molte persone l'accolgono e poi viene trasportata in tutta l'isola per due mesi. La festa annuale della Vergine si celebra il sabato seguente il primo lunedì di ottobre.
Un'altra importante celebrazione dell'isola è il carnevale.

## Infrastrutture e trasporti

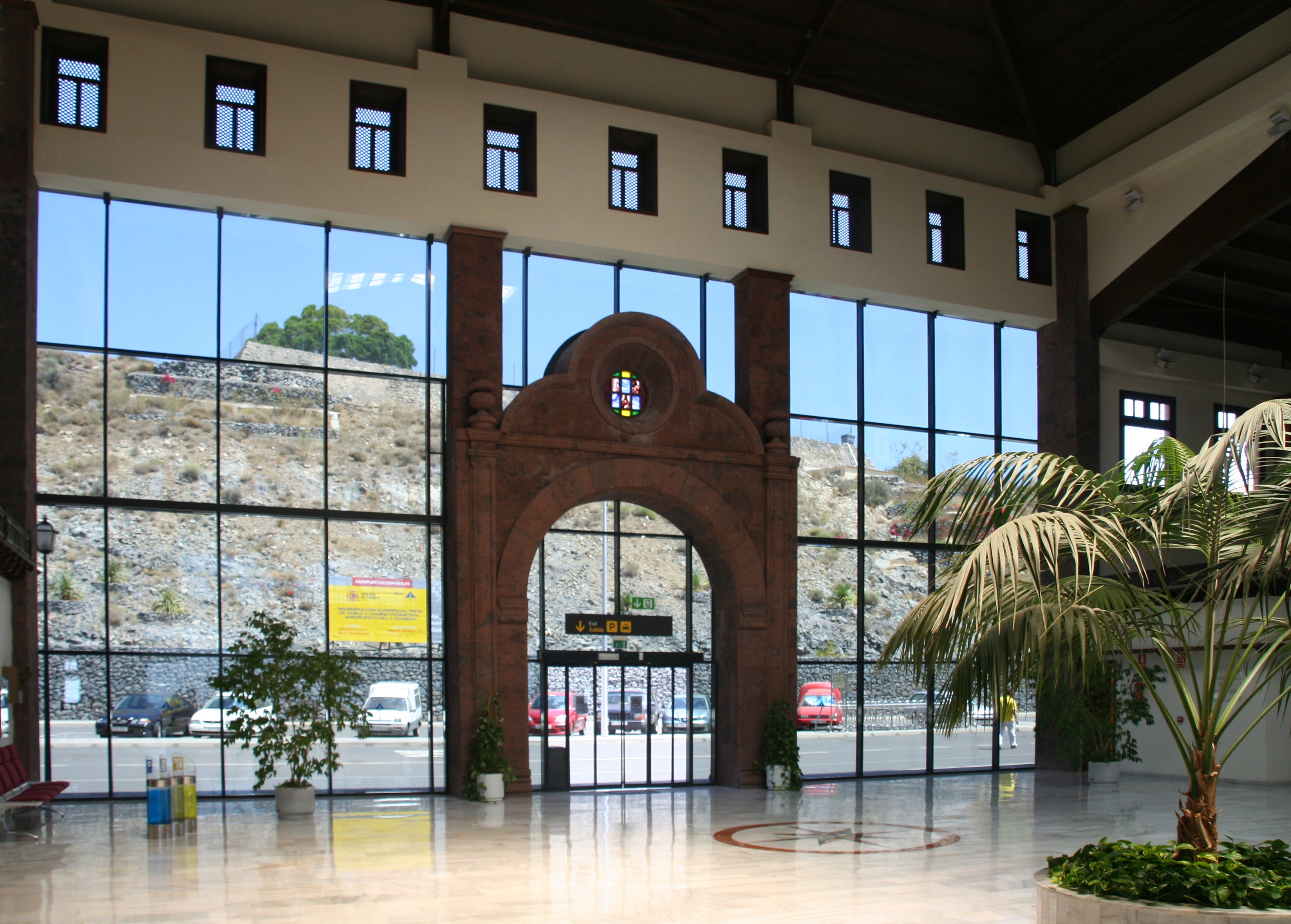
L'aeroporto de La Gomera

La Gomera ha un piccolo aeroporto nel sud dell'isola nei pressi di Playa Santiago che effettua collegamenti quasi esclusivamente con le altre isole dell'arcipelago. Il principale porto dell'isola è San Sebastián de la Gomera, con traghetti per Santa Cruz de la Palma (su La Palma), Los Cristianos (su Tenerife) e Puerto de la Estaca (su El Hierro).